# هيلين أنكر
هيلين أنكر (بالإنجليزية: Helen Anker)‏ هي مغنية بريطانية، ولدت في 1972 في بانبوري في المملكة المتحدة.

## وصلات خارجية
- هيلين أنكر على موقع IMDb (الإنجليزية)